# 미담장학회

## 개요
'미담장학회'는 저소득층과 소외계층을 비롯한 취약계층을 대상으로 2007년 무료교육봉사를 시작하여 22년 현재 전국 각 지역의 13개의 국공립 대학 (KAIST, UNIST, DGIST(대구경북과학기술원), 부산대학교, 전남대학교, 경북대학교, 금오공과대학교, 충남대학교, 부경대학교, 대구교육대학교, 제주대학교. 한남대학교, 한동대학교, 영남대학교) 자원봉사자들과 함께 수학, 과학, 영어 과목을 중점적으로 무료 교육봉사를 실시하는 중이며 현재 취약 계층뿐만 아니라 일반 청소년들에게도 무료 교육봉사를 실시하여 교육의 기회를 확대해 나가고 있다.

## 활동 현황
미담장학회는 전국 각 지역의 13개의 국공립 대학 KAIST, UNIST, DGIST(대구경북과학기술원), 부산대학교, 전남대학교, 경북대학교, 금오공과대학교, 충남대학교, 부경대학교, 대구교육대학교, 제주대학교. 한남대학교, 한동대학교의 대학생 멘토들이 학기당 한 기수의 봉사단을 운영하고 방학에는 여름 그리고 겨울학기 봉사단을 운영한다. 연간 총 4회의 미담 교육 봉사단을 운영함으로써 800여 명의 대학생이 5,000여 명의 청소년들에게 혜택을 제공하고 있다. 이와 더불어 '찾아가는 멘토링', '진로강연회'를 통해 그 활동 영역을 확대하고 있다.
2019년에는 울산 울주군에 미담다함께돌봄센터를 개소하여 방과 후 돌봄 서비스를 운영하고 있으며 지역 우수 인재 양성을 위한 장학금 지원, 사회적 가치 실현을 위한 봉사활동 실천 등의 활동을 지속적으로 이어가고 있다.
2021년에는 사우디아라비아 국영석유기업인 사우디아람코의 한국 지부 아람코 코리아와 MOU(양해각서) 체결하여 서울, 울산, 대전 3개의 지역에서 초, 중학생 약 300명을 대상으로 '지구 지키기 코딩 교실'을 진행하였다.

## 활동방법
1) 미담교육봉사단: 미담교육봉사단은 각 지역 국공립 대학교를 기반으로한 미담장학회 대학생멘토들이 주말을 활용하여 각 지역 대학교 강의실을 대여하여 중고등학생 멘티들에게 수학,과학,영어 수업을 무료로 진행하고 있으며 미담장학회는 자체교재를 제작하여 학생들에게 무료로 배포 이를 활용하여 교육봉사를 수행하고 있다. 한 기수가 끝나면 기수내에서 우수 멘토,멘티를 선정하여 이들에게 장학금을 수여하고 있다.
2) 미담특별멘토링: 미담 특별멘토링은 '찾아가는 멘토링','진로강연회','미담 멘토링 캠프'등으로 진행하고 있다. 찾아가는 멘토링은 미담 교육봉사단과는 다르게 멘토들이 직접 중,고등학교를 찾아가 무료로 교육봉사를 실시하거나 대상학교와 연계하여 중,고등학생들에게 연극공연 및 밴드공연 여러 가지 게임들을 실시함으로써 잠시나마 학업에서 벗어나 대학생멘토들과 중,고등학생 멘티들이 함께 즐길 수 있는 프로그램을 진행하고 있다. 진로강연회는 멘토들이 학교에 방문하여 자신의 대학 진학 스토리를 강연하고 대학 각 학과의 특성과 정확한 정보를 안내하며 학생들의 대학진로에 구체적인 방향성을 제시하여 주고있다. 미담 멘토링 캠프는 전국 7개 대학의 전 멘토들과 함께 1박2일동안 워크샵을 진행하여 멘토 교육 및 각 지회 활동들을 공유하는 시간을 가진다.

## 교육대상
미담장학회가 처음 발족할 당시 교육대상은 차상위 계층, 저소득층을 대상으로 사업을 시작하였지만 현재는 교육의 기회를 제공받고 싶어 하는 모든 학생들을 대상으로 사업영역을 확대하여 봉사단 및 특별 멘토링을 운영하고 있다.

## 참여방법
- 대학생 기준 한 학기 단위로 전국 13개의 각 대학교 지부에서 대학 포털사이트나 포스터를 활용하여 멘토들을 모집하고 있다. 이 멘토들은 각 개인의 성향에 따라 기획국, 사무국, 봉사단, 진로강연단에 소속하여 각 사업을 체계적으로 관리 및 수행하고 있다.
- 미담장학회는 각 지역의 시 교육청 및 각 중고등학교와 지속적인 관계를 맺고 있으며 이러한 기관들을 통하여 멘티를 모집하거나 미담장학회 홈페이지에서 멘티 수강신청을 받고 있다.

## 교육 일정
미담장학회의 교육일정은 사업 시작 전 멘토들의 정기적인 회의를 통하여 한 학기의 일정을 정하는데 대학교 학기 기준으로 1학기 미담 봉사단/여름방학 미담 봉사단/2학기 미담 봉사단/겨울방학 미담 봉사단 1년에 총 4기수로 수업을 진행하고 있다.

## 언론보도
- 대전여상, 미담장학회 지원 지역인재 양성 장학생 8명 선발 <데일리한국> 2021.11.17
- 미담장학회, 무상교육봉사 서비스 진행으로 '제3회 전준한 사회적 경제대상' 수상 <에듀동아> 2021.11.04
- 미담장학회, 'UNIST, 아람코코리아'와 교육격차 해소 위한 협약식 채결 <중앙일보> 2021.04.28
- 울주군 '미담다함께돌봄센터' 개소 <울산매일신문> 2019.07.15
- 미담장학회 10준년...뉴프론티어' 행사 가져 <영남일보> 2019.03.11
- 미담장학회, 2017 교육기부 진로체험 인증기관 선정 <중도일보> 2017.12.21
- 미담장학회, 2017 대전자원봉사 가족 한마음대회 대전광역시장 표창장 수상 <에듀동아> 2017.12.09
- SK행복나눔재단, 미담장학회와 제휴.. 대전지역 방과후교실 확대 <이데일리> 2016.07.07
- 장능인 미담장학회 이사, 대한민국 인재상 청년부문 수상 영예 <아시아투데이> 2015.11.29
- 카이스트 미담장학회 사각지대 없는 교육세상 만들어요 <중도일보> 2014. 12.16
- 아이엠스쿨·미담장학회, 장학생 118명 선발 <서울경제> 2014. 12. 09
- 한동현 대표 "마음껏 공부할 수 있는 사회 만들것" <중도일보> 2014.12.16
- 달성교육청-경북대 미담장학회 교육 협약 <매일신문> 2014.10.20[깨진 링크(과거 내용 찾기)]
- 학생 3000여명에 재능기부 <아주경제> 2014.08.13[깨진 링크(과거 내용 찾기)]
- 부산대 미담장학회, '사이다' 2회 행사 개최 <국제신문> 2014.09.03
- 경북대 미담장학회 강연단 대구성화여고서 진로특강 <대구일보> 2014.03.28
- '대한민국 나눔 국민 대상' 미담장학회 국무총리 표창 <부산일보> 2013.10.07